# 仮面ライダー×仮面ライダー 鎧武&ウィザード 天下分け目の戦国MOVIE大合戦
- 仮面ライダーシリーズ
  - 仮面ライダーウィザード > 仮面ライダー×仮面ライダー 鎧武&ウィザード 天下分け目の戦国MOVIE大合戦
  - 仮面ライダー鎧武/ガイム > 仮面ライダー×仮面ライダー 鎧武&ウィザード 天下分け目の戦国MOVIE大合戦
  - MOVIE大戦シリーズ > 仮面ライダー×仮面ライダー 鎧武&ウィザード 天下分け目の戦国MOVIE大合戦

『仮面ライダー×仮面ライダー 鎧武&ウィザード 天下分け目の戦国MOVIE大合戦』（かめんライダー かめんライダー がいむアンドウィザード てんかわけめのせんごくムービーだいがっせん）は、2013年12月14日より東映系で公開された、特撮テレビドラマシリーズ「平成仮面ライダーシリーズ」の『仮面ライダー鎧武/ガイム』と『仮面ライダーウィザード』の劇場版作品で『仮面ライダーウィザード』は本作品をもって完結となる。
キャッチコピーは「仮面ライダー戦国時代」「天下分け目のMOVIE大戦」「豪華絢爛 平成仮面ライダー15作品記念」「ウィザード、現る最強の敵!? 鎧武、仲間のための激闘!!」「仮面ライダー戦国バトル絵巻!」。

## 概要
放送中の仮面ライダー・前作の仮面ライダーが共演するクロスオーバー作品「MOVIE大戦シリーズ」の第5弾にして、平成仮面ライダー15作品記念。『鎧武/ガイム』としては初の、『ウィザード』としては4本目にあたる劇場版作品。
本作品はそれぞれのライダーの個別エピソードの2部構成となり、最終パート（過去のシリーズにおける『MOVIE大戦』編）は『鎧武/ガイム』編に統合され、途中でウィザード側の登場人物が合流する。劇場版限定ライダー（武神鎧武）が登場する。
『仮面ライダーウィザード 約束の場所』（『ウィザード』編）
テレビシリーズの後日譚が描かれ、インフィニティーウィザードリングをウィザードが所持していない、後述の『鎧武/ガイム』編では客演した鎧武 / 紘汰について晴人が半信半疑とはいえ知っている素振りを見せるなど、特別編である第52・53話を汲んだ描写も盛り込まれている。
『仮面ライダー鎧武 戦極バトルロワイヤル!』（『鎧武/ガイム』編）
テレビシリーズと異なるパラレルワールドのような物語として描かれる。また『鎧武/ガイム』が平成仮面ライダー第15作であることから、『ウィザード』以前の平成シリーズにおける主役仮面ライダーたちが登場する他、織田信長や豊臣秀吉といった日本の有名な武将がアレンジされ、歴代の平成ライダーシリーズ出演経験者がこれを演じている。
従来の劇場版と同様に劇場版限定フォーム（仮面ライダーウィザード インフィニティードラゴンゴールド・仮面ライダー鎧武 ウィザードアームズ・仮面ライダーバロン オーズアームズ・仮面ライダー龍玄 Wアームズ・仮面ライダー斬月 フォーゼアームズ）が登場する。
ロケは姫路城が改修工事中であったため彦根城で行われた。

## ストーリー
『仮面ライダーウィザード 約束の場所』
操真晴人 / 仮面ライダーウィザードは今は亡きパートナーのコヨミの最期の願いを叶えるため、一人旅を続けていた。そこへ最強を目指すファントム・オーガが現れ晴人に戦いを挑む。ウィザードに変身して戦う晴人だったがオーガの圧倒的な強さの前に敗れ、コヨミの形見とも言うべきホープウィザードリングを奪われてしまった。晴人はホープウィザードリング奪還に協力してもらうために仲間たちのもとへ一時帰還するが、そこに消滅したはずのコヨミが現れ、白い魔法使いに変身して、襲い掛かってきた。
『仮面ライダー鎧武 戦極バトルロワイヤル!』
沢芽市で繰り広げられる、アーマードライダーたちの戦極バトルロワイヤル。戦いがクライマックスを迎えようとしていた時、突如として時空の裂け目からウツボカズラ怪人が現れた。混乱のさなか、葛葉紘汰 / 仮面ライダー鎧武や思惑のある他のライダーたちが飛び込んだ裂け目の向こう側。そこは様々な仮面ライダーたちが武神と呼ばれ、名だたる武将と共に天下を目指し戦い合っている世界だった。
『戦国MOVIE大合戦』
激化する戦いにウィザードも参戦。鎧武とウィザードの前に武神鎧武が立ちふさがる。

## 本作品オリジナルの登場人物

### 『ウィザード』編（登場人物）
大須賀（） / オーガ
他のファントムを喰らい、最強を目指すファントム。人間態は白いコートを纏い、顔の右半分が刺青で覆われた青年の姿。凶暴極まりない上に狡猾さも持ち合わせ、ドラゴンを手に入れるために、晴人を究極の絶望に落とし込もうと企む。
生前の大須賀の素性や、どのような経緯で絶望しファントムを生み出したのかは不明。

### 『鎧武/ガイム』編（登場人物）
ウィザード軍
成り行きで紘汰と光実、晴人が協力することになった勢力。フォーゼ軍とは同盟関係にある。
イエヤス
ウィザード軍の男性武将。すでに従えていた武神ウィザードを武神鎧武に倒されており、紘汰と光実を新たな武神に仕立てる。
一見すると軽薄な言動の多い「チャラ男」であるが、その実、天下獲りに対する高い志と、自分のために命を落とした仲間たちの分まで戦おうとする誠実な面を持ち合わせる。

オーズ軍
ノブナガの死後、戒斗が主となる。
ランマル
オーズ軍のノブナガの女性家臣で二丁拳銃の使い手。ノブナガと武神オーズを失った後、ノブナガの宝を狙う連中に襲われたが戒斗に助けられ、彼を主君に迎える。
ノブナガ
オーズ軍の男性武将。仮面ライダーバースの初代変身者である伊達明と容姿が似ており、重火器を武器としている。
武神鎧武の策略により教会「HON-NOHJI」に追い詰められ、居合わせた戒斗に胸の内を語り、タカ・コアメダルとランマルを預けると彼の眼前で武神鎧武軍のヤミーを道連れに壮絶な最期を遂げ、従えていた武神オーズも武神鎧武に倒される。

W軍
ヒデヨシ
W軍の男性武将。武神Wを従えている。仮面ライダーアクセルの変身者である照井竜と容姿が似ており、彼のトレードマークである赤い革ジャンを着用、口癖である「俺に質問するな!」と書かれた軍配を持つ他、エンジンブレードも所持している。
チャチャ
ヒデヨシの妻。仮面ライダーWの協力者である照井（鳴海）亜樹子と容姿が似ており、彼女がスリッパでツッコミするように、草履でツッコミを入れる。

キバ軍
キバ軍武将
キバ軍の男性武将。武神キバを従えている。仮面ライダーイクサの変身者である名護啓介と容姿が似ており、彼の口癖である「〜なさい」と言う他、「753」と書かれた鉢巻を着用し、西洋の剣を武器としている。
フォーゼ軍
ウィザード軍とは同盟関係にある。
フォーゼ軍武将
フォーゼ軍の男性武将。武神フォーゼを従えている。仮面ライダーフォーゼの協力者である歌星賢吾と容姿が似ており、天ノ川学園の制服を着用し、フォーゼをサポートをする。

## 本作品オリジナルの仮面ライダー
本節では過去作品にも登場している仮面ライダーの本作品オリジナルの形態も記述する。

### 仮面ライダーウィザード インフィニティードラゴンゴールド
フィニッシュストライクウィザードリングをウィザードライバーにかざすことで変身するインフィニティードラゴンの究極形態。
外見は『劇場版 仮面ライダーウィザード in Magic Land』に登場したインフィニティードラゴンをベースとしているが、「胸部からドラゴスカルが具現化している」「頭部と胸部を除く全身が黄金に輝く」「ウィザードラゴンの部位で通常赤い部分が水色に変化している」といった差異点がある。背中のドラゴウィングで空中を飛行し、胸部のドラゴスカルからは火炎を放射することが可能。
全身が金色になっているのは、晴人がインフィニティードラゴンを超える膨大な魔力を宿したためである。
その他の登場作品
小説『S.I.C. HERO SAGA KAMEN RIDER WIZARD EDITION -魔法使いの弟子-』
20年後の未来で、仮面ライダーポセイドンに苦戦するウィザードが、瞬平が変身する黒いウィザードから放った「ちちんぷいぷい」の呪文が起きた奇跡によって、インフィニティースタイルからこの形態に進化した。
その後、現代に戻った瞬平から輪島に語った話によれば、自身が変身した黒いウィザードとの抜群のコンビネーションでポセイドンを倒した模様。

### 白い魔法使い（コヨミ）
オーガによって奪われたホープウィザードリングからオーガの魔力によって実体化したコヨミが白い魔法使いドライバーとチェンジウィザードリングを使用し、出現した魔法陣を潜ることで変身した姿。
外見は笛木奏が変身した姿と変わらないが、変身者であるコヨミに合わせて胸が膨らんでいるほか体格が小柄になっており、胸部の金色のラインディープペイルがドライバーまで伸びており、首周りの色が黒から白に、ブーツがハイヒールに変化しているという差異がある。
エクスプローションをはじめとした強力な攻撃魔法と、専用武器ハーメルケインを使用して戦うが、コヨミ自身の能力が反映されるために戦闘力は低く、格闘戦では苦戦していた。
- スーツは新規造形[10]。

### レジェンドライダーアームズ
鎧武、バロン、龍玄、斬月の4人が、武神ライダーのアイテムをヘルヘイムの実が吸収して誕生したレジェンドライダーロックシードを使用して変身した特殊形態。
ご神木の内部からと思われる空間から、各ライダーの頭部を模したアームズが出現し、それらをアーマードライダーが身に纏うことで変身する。また、この形態に変身した際には、変身者たちは各ライダーの決め台詞を放っている。
- プロデューサーの武部直美からの要望により、ウィザードアームズなどの変身シーンは予告に入れるためCG制作は映画本編よりも先行して行われた[12]。

#### 仮面ライダー鎧武 ウィザードアームズ
鎧武がウィザードロックシードを使用して変身する仮面ライダーウィザードの力を宿した特殊形態。鎧と眼の色は赤。装着時の音声は「ウィザードアームズ！シャバドゥビ・ショータイム！」。
外見はフレイムスタイルに準拠しており、ウィザーソードガンを装備する。アーマーは魔宝石でできているため、魔力やエネルギー波による攻撃に強い耐性を持つ。
劇中では変身した直後に、ダンデライナーに搭乗して蓮華座 武神鎧武に立ち向かったため、ウィザーソードガンによる戦闘シーンはなく、必殺技も未使用。

#### 仮面ライダーバロン オーズアームズ
バロンがオーズロックシードを使用してアームズチェンジする仮面ライダーオーズの力を宿した特殊形態。鎧の色は黒。眼の色は緑。装着時の音声は「オーズアームズ！タトバタトバー！」。
外見はタトバコンボに準拠しており、メダジャリバーを装備する。タカヘッドの俊敏な感覚とトラアームの腕力が備わっている。
必殺技
オーズバッシュ
原典同様、メダジャリバーをセルメダルに装填してから、斬撃で放つ衝撃波で空間ごと両断する。
タトバキック
原典同様、赤・黄・緑の3色のリングを潜り抜けて跳び蹴りを叩き込む。発動時には翼が発生する。

#### 仮面ライダー龍玄 Wアームズ
龍玄がWロックシードを使用してアームズチェンジする仮面ライダーWの力を宿した特殊形態。鎧の色は緑と黒。眼の色は右目が緑で左目が紫。装着時の音声は「Wアームズ！サイクロン！ジョーカー！ハッハッハッ！」。
外見はサイクロンジョーカーに準拠しており、トリガーマグナムを装備する。パンチやキックの拳法技と、銃撃を組み合わせた華麗な戦法を得意とする。
必殺技
龍玄脚
Wのジョーカーエクストリームと同様に、体を左右に分裂させて時間差で両足蹴りを叩き込む。

#### 仮面ライダー斬月 フォーゼアームズ
斬月がフォーゼロックシードを使用してアームズチェンジする仮面ライダーフォーゼの力を宿した特殊形態。鎧の色は白。眼の色はオレンジ色。装着時の音声は「フォーゼアームズ！青・春・スイッチ・オン！」。
外見はベースステイツに準拠しており、ロケットモジュールを右腕に装備する。身に纏うアーマーは大気圏突入に耐えうる強度と耐熱能力を持ち、装着者の生命維持に優れている。
必殺技
ライダーロケットパンチ
原典同様、ロケットモジュールの噴射で加速し、強力なパンチを叩き込む。
ライダーロケットドリルキック
原典同様、ロケットモジュールの推力を利用して飛行し、左足にドリルモジュールを装備して敵を貫く。

### 武神ライダー
武神鎧武以外は『鎧武/ガイム』編のみ登場。戦極時代で天下統一を目指していた武将たちの守護者。読みは「ぶじんライダー」。
往来の世界のように「仮面ライダー」の呼称はない。また、変身前の姿も存在しない。特記のない限り姿は基本形態のみである。
クウガからウィザードまで14人の武神ライダーが存在し、いずれも「民が幸せに暮らす世界」という思いの元でしのぎを削っていたが、武神鎧武の登場によって勢力図は一気に塗り替えられていった。
ウツボカズラ怪人によって吸収された武神ライダーたちの魂は、ご神木内部のエネルギーとして送り込まれ、連華座 武神鎧武に取り込まれた鎧武とウィザードに、自分たちの力をライダーキックする形で譲渡して消滅した。
| 名称           | 原典                   | 関連する武将   | 守護地域             | 本編での対戦相手 | 本編での対戦相手 | 本編での対戦相手 |
| -------------- | ---------------------- | -------------- | -------------------- | ---------------- | ---------------- | ---------------- |
| 武神クウガ     | 仮面ライダークウガ     |                | 甲信地方             | 武神カブト       | 武神カブト       | 武神カブト       |
| 武神アギト     | 仮面ライダーアギト     |                | 四国                 | 武神電王         | 武神電王         | 武神電王         |
| 武神龍騎       | 仮面ライダー龍騎       |                | 東海地方             | 武神ブレイド     | 武神ブレイド     | 武神ブレイド     |
| 武神ファイズ   | 仮面ライダーファイズ   |                | 南九州               | 武神響鬼         | 武神響鬼         | 武神響鬼         |
| 武神ブレイド   | 仮面ライダーブレイド   |                | 北東北               | 武神龍騎         | 武神龍騎         | 武神龍騎         |
| 武神響鬼       | 仮面ライダー響鬼       |                | 兵庫・岡山・鳥取周辺 | 武神ファイズ     | 武神ファイズ     | 武神ファイズ     |
| 武神カブト     | 仮面ライダーカブト     |                | 山口・広島・島根周辺 | 武神クウガ       | 武神クウガ       | 武神クウガ       |
| 武神電王       | 仮面ライダー電王       |                | 北九州               | 武神アギト       | 武神アギト       | 武神アギト       |
| 武神キバ       | 仮面ライダーキバ       | キバ軍武将     | 北陸北部             | 武神フォーゼ     | 武神フォーゼ     | 武神フォーゼ     |
| 武神ディケイド | 仮面ライダーディケイド |                | 南東北               | 描写なし         | 描写なし         | 描写なし         |
| 武神W          | 仮面ライダーW          | ヒデヨシ       | 紀伊半島全域         | 武神鎧武         | ドーパント軍団   | 斬月             |
| 武神オーズ     | 仮面ライダーオーズ     | ノブナガ       | 京都全域             | 武神鎧武         | ヤミー軍団       | 鎧武             |
| 武神フォーゼ   | 仮面ライダーフォーゼ   | フォーゼ軍武将 | 東海地方             | 武神キバ         | 武神キバ         | 武神キバ         |
| 武神ウィザード | 仮面ライダーウィザード | イエヤス       | 関東一円             | 武神鎧武         | 武神鎧武         | 武神鎧武         |

#### 武神鎧武
鎧武に酷似した容姿を持つ武神ライダー。読みは「ぶじんがいむ」。どの武将にも仕えず単身で天下統一を目論む。普段の一人称は「私」だが、蓮華座 武神鎧武となってウィザードと鎧武を取り込む際は「俺」となっていた。
所属する将兵は全て人間ではなくゾディアーツ、ヤミー、ドーパント、ファンガイア、魔化魍などの姿をした怪人たちである。
『ウィザード』編ではラストシーンに姿を見せ、『鎧武/ガイム』編においては最大の敵として立ち塞がるなど、全ての章にまたがって登場する。
ウツボカズラ怪人を副将に武神ライダーに対応する怪人たちで各領地を攻め、自ら倒した武神ライダーをウツボカズラ怪人に吸収させてそのエネルギーをご神木に捧げていた。天下統一には武神ライダーの力の他、「運命の巫女」を必要としており、運命の巫女と瓜二つの舞をウツボカズラ怪人に襲わせ、異世界のライダーである鎧武たちを戦極時代に招き寄せた。
- 資料によっては、「仮面ライダー武神鎧武」と記述している[17]。
- スーツはその後『ハイパーバトルビデオ』のフレッシュオレンジアームズに改造された[18]。

形態
ブラッドオレンジアームズ
武神鎧武の基本形態。鎧と眼の色は真紅。ライドウェアや鎧自体は鎧武のオレンジアームズのものに類似しているが、前立てアカネブレードの色が赤く、吹返し部のシェイドアームと顎部のサーティスクラッシャーが黒くなっている。また、胸と複眼に黒い蔦状の模様が走っている。
胸部のアカダイラングや肩部のアカダイスリーブといった装甲は本来黒色だが、謎の合金ブラッディウムのコーティングにより赤く変色しており、鎧武の装甲よりも強度が増している。
無双セイバーと専用アームズウェポンとして刀身が赤い大橙丸を装備し、これらの武器を使用した二刀流を得意とする。
- アーマーの黒い模様は、ヘルヘイムの森との関連性を意識してデザインされている。

蓮華座 武神鎧武（）
武神ライダーのエネルギーを溜め込んでいたご神木と、時空の裂け目の時空エネルギーを吸収した武神鎧武が一体化した強化形態。
下半身が赤く巨大で歪な蓮華の花と融合した状態になり、アームズウェポンや無数に伸ばした蔦と爆発する種を武器とする。また巨木より放った種子から怪人（ファントム、ゾディアーツ、ヤミー、ドーパントの4種）を生み出す能力を有している。
変貌時にはブラーボ同様のロック調テイストの待機音が流れた後、「ブラッドオレンジアームズ！邪ノ道・オンステージ！」の音声と共に花のつぼみから出てくる際に被っていたアームズが装着される。
- 特撮スーパーバイザーの足立亨はもっと怪獣風にしたかったと述べている。

アームズウェポン
大橙丸型の刀（ブラッド大橙丸）
ブラッドオレンジアームズ専用の片刃剣型アームズウェポン。刀身部のカヒノジンの色が赤くなっていることを除けば、外見はオレンジアームズの大橙丸に類似している。蓮華座 武神鎧武となった際はウィザードと鎧武を取り込むために自らの身体をこれで切り裂いた。
鎧武オレンジアームズと同じく、柄の先端を無双セイバーと接続することでナギナタモードとして使用できる。
無双セイバー
鎧武や斬月の刀と同仕様と思われる。ガンモードに切り替えれば銃撃も可能。

必殺技
回転斬り
無双セイバー・ナギナタモードにブラッドオレンジロックシードを装填して発動し、「イチ・ジュウ・ヒャク・セン・マン・ブラッドオレンジチャージ！」の音とともにエネルギーをチャージした刀身を回転させ連続斬りを放つ。

## 本作品のオリジナル怪人
オーガ
大須賀の正体であるファントム。大須賀の姿でも3体のカーバンクルを圧倒するほどの戦闘力を持つ。左肩から右膝にかけて袈裟懸けの如く裂けた巨大な口があり、そこから他のファントムを喰らって自らの力にする能力を持つ。喰らったファントムの能力を使用する際には、ファントムの名前が発声されると共に全身にそのファントムの幻影が浮かび上がる。最強のファントムとなるために晴人のウィザードラゴンを狙う。
他にも専用の大剣や手から放つ光弾を武器とする。劇中ではカーバンクルの魔宝石を錬成して弾丸の如く放つ能力の他、ベルゼバブの空間移動能力、グレムリン進化体の高速戦闘能力、ミノタウロスの火球攻撃、メデューサの頭部の蛇による攻撃、レギオンのアンダーワールド侵入能力を使用した。それ以外にもホープウィザードリングを媒介に電源コードからコヨミを復元させる能力も持つ。
残虐非道な性格で、晴人の希望として奪ったホープウィザードリングから魔力によって復元させたコヨミを白い魔法使いに変身させた挙句、無差別に人間たちを攻撃するよう仕向け、コヨミを倒せない晴人を絶望させようとした。最後はレギオンの力で晴人のアンダーワールドに侵入してウィザードラゴンを自身の血肉としようとするが、瞬平のチチンプイプイウィザードリングによって生み出された分身体のウィザードが晴人のアンダーワールドに出現したことで形勢逆転。フィナーレとして「希望の魔法使いである俺の希望が溢れる世界で俺が負けるはずがない」と断言したウィザードが、ウィザードラゴンに乗りながら放ったウィザーソードガンの一閃を喰らい、消滅した。
劇中で喰らったカーバンクル以外のファントムたちは、ウィザードと3人のメイジたちに倒されているが、彼らの能力をどうやって手に入れたのかについては劇中にて言及されていない。仁藤からはビーストキマイラと被る大食い野郎と称された。
- 全身が口になっている怪人で、左半身が爬虫類の腹部を表現した上顎、右半身が舌が付いた下顎となっており、左右非対称のデザインのため、オッドアイとなっている。

カーバンクル（人造ファントム）
かつて笛木奏が作り出し、ワイズマンと呼称していた人造ファントム。笛木の人造ファントム研究所で複数体確認されたが、3体はメイジとの対決の末突如現れたオーガに喰われ、別の3体がオーガに研究所から連れ出されビーストと対決する。最後はビーストハイパーのシューティングミラージュで倒されて、魔力はビーストキマイラの新たな餌となった。

ウツボカズラ怪人
武神鎧武軍の主力にして副将的存在。胸部を開いた時に出現する壺で対象を異空間に吸い込んで消滅させる能力を持つ。武神ライダーを消し去り、そのエネルギーをご神木に捧げている。クラックを使って次元を超える力を持つ他、肩から伸びる蔦・両腕のウツボカズラから出現させる3本の伸縮自在な鉤爪と両腕から放つ光弾を武器とする。仁藤と光実も吸収したため、晴人からはオーガと同じ大食い野郎と称された他、ビーストハイパーからは自身を食ったお返しをするために葉っぱ野郎とも呼ばれた。
最終決戦で蓮華座 武神鎧武から生み出された怪人たちと共闘し、ウィザードと鎧武を除いたライダーたちを戦うが、最後はビーストハイパー、Wアームズの龍玄、オーズアームズのバロン、フォーゼアームズの斬月の4大ライダーキックを喰らって倒された。
- デザインは篠原保が担当した。ウツボカズラをモチーフに忍者の雰囲気を持たせている。
- デザイン段階では出自が明確ではなかったため、後付でどう設定されても良いようにインベスやメカの要素が取り入れられていたが、最後まで出自についての設定はなされなかった。

『小説 仮面ライダー鎧武』
狗道供界のセイヴァーシステムによって作り出された菩提樹から発射した木の実から生み出される。こちらでは無数の個体がイナゴ怪人と共に生み出され、本作品のような知性は持たず、「KWAAAA・・・・・・！」という唸り声を上げるのみでセイヴァーの配下の怪人として活躍する。

## アイテム
チチンプイプイウィザードリング
瞬平が初めて製作したウィザードリング。
最初に使用した時は「エラー」になり、失敗作かと思われたが、ホープウィザードリングのカによって「晴人の意識を持ったもう1人のウィザード」を召喚することに成功。レギオンの能力を使い、晴人のアンダーワールドへ向かったオーガを追跡することができた。

ブラッドオレンジロックシード
武神鎧武が使用するブラッドオレンジをモチーフとしたロックシード。識別番号はオレンジロックシードと同じL.S.-07だが、表面の色が赤であり、武神鎧武のアーマーやアカネアイと同様、黒い蔦のパターンが描かれている。
このロックシードには別の世界へ行く力があり、紘汰たちが武神鎧武を倒した後、このロックシードの力で元の世界へ戻った。
また、武神鎧武はライダーとしての姿が本体なので、このロックシードと戦極ドライバーを用いて変身することはない。
『鎧武外伝』『小説 仮面ライダー鎧武』でも狗道供界が使用する同型のものが登場する。狗道供界は精神体となった後、武神の世界にたどり着き、このロックシードをサガラから渡された。
- プロップはシールで黒い蔦模様を表現している。

レジェンドライダーロックシード
各武神ライダーのアイテムを、運命の巫女（始まりの女と化した舞）が生み出したヘルヘイムの実が吸収したロックシード。
劇中ではフレイムウィザードリングを吸収したウィザードロックシード、タカ・コアメダルを吸収したオーズロックシード、ジョーカーメモリを吸収したWロックシード、ロケットスイッチを吸収したフォーゼロックシードの4つが登場。

## 世界観
戦極時代（）
紘汰たちが迷い込んだ地球ともヘルヘイムの森とも異なる異世界。武神ライダーとよばれる戦士がそれぞれが仕える武将のもとで戦っていた。
様相は戦国時代そのものだが、現代の衣装や武器が存在したり本能寺が教会だったりと、本来のそれとは異なる描写も見られる。
『小説 仮面ライダー鎧武』では、時空間を彷徨い、様々な世界線を見ることができる疑似オーバーロードとなった狗道供界がこの世界に訪れており、サガラ曰く可能性と可能性が交差する際に生じる幻影のような世界と解説されている。こちらでは「武神の世界」と称されており、各世界の武神たちが合戦を繰り広げている。

謎のクラック
『鎧武/ガイム』本編で登場するクラックとはデザインの異なる謎のクラック。本作品に登場するクラックは全て戦極時代の出入り口として登場しており、武神鎧武はこのクラックを開くことができる。ウツボカズラ怪人を追って、ヘルヘイムを探索していた鎧武たちはここから入り、ご神木に出現した。ウィザード編ではウツボカズラ怪人が龍玄を吸収した後にビーストを吸収するために開いた。

ご神木
戦極時代で崇められているヘルヘイムの実が生えた巨木。傍にあるしめ縄が施された石碑にはGOSINBOKUと刻まれており、神父と住民はこの巨木に雨乞いを行っている。生えていたヘルヘイムの実は紘汰たちによってローズアタッカー、サクラハリケーン、ダンデライナーに変化した。
実は戦極時代の雨と水を奪っていた黒幕であり、数ヶ月間の飢饉で武将と民たちに食べていくための領地を広げる戦を強いていた他、武神鎧武とウツボカズラ怪人からは、倒して吸収した武神ライダーをエネルギーとして与えられていた。また奪っていた水はヘルヘイムで雨として降らせており、ユグドラシルでは研究員がこれを発見し、貴虎が紘汰たちを追って戦極時代へ行くきっかけとなった。武神鎧武とウツボカズラ怪人によってすべての武神ライダーの力を与えられると地中を移動、鎧武がバロンに勝利した直後にイエヤスの天守閣を突き破って出現。武神鎧武と融合した際は蓮華座 武神鎧武の一部となり、巨大な蓮の花から武神鎧武の上半身を咲かせるように出現させる他、巨大な種子を投げ飛ばしてドーパント、ヤミー、ゾディアーツ、ファントムなどの怪人を生み出す。

## キャスト

### 『仮面ライダーウィザード』
- 操真晴人 / 仮面ライダーウィザード - 白石隼也
- コヨミ / 白い魔法使い - 奥仲麻琴
- 仁藤攻介 / 仮面ライダービースト - 永瀬匡
- 奈良瞬平 - 戸塚純貴
- 大門凜子 - 高山侑子
- 稲森真由 / 仮面ライダーメイジ - 中山絵梨奈
- 山本昌宏 / 仮面ライダーメイジ - 川口真五
- 飯島譲 / 仮面ライダーメイジ - 相馬眞太
- 木崎 - 川野直輝
- ドーナツ屋店長 - KABA.ちゃん
- オーガ / 大須賀 - 敦士
- 輪島繁 - 小倉久寛

### 『仮面ライダー鎧武』
- 葛葉紘汰 / 仮面ライダー鎧武 - 佐野岳
- 駆紋戒斗 / 仮面ライダーバロン - 小林豊
- 呉島光実 / 仮面ライダー龍玄 - 高杉真宙
- 高司舞[注釈 10] - 志田友美
- 呉島貴虎 / 仮面ライダー斬月 - 久保田悠来
- チャッキー - 香音
- ザック - 松田岳
- リカ - 美菜
- ペコ - 百瀬朔
- ラット - 小澤廉
- 初瀬亮二 / 仮面ライダー黒影 - 白又敦
- 城乃内秀保 / 仮面ライダーグリドン - 松田凌
- 戦極凌馬 - 青木玄徳
- 湊耀子 - 佃井皆美
- ランマル - 上田眞央
- 鍛治直人
- 鎌森良平
- 西村匡生
- 黒瀬義明
- 高越昭紀
- 関寛之
- 森下サトシ
- 本山力
- 徳田忠彦
- 本間優太
- 久本浩史
- 「チームPOP UP」 - KAMEN RIDER GIRLS（安田奈央、吉住絵里加、名倉かおり、井坂仁美、遠藤三貴、秋田知里、鷲見友美ジェナ）
- 「チーム蒼天」 - THE☆JACABAL'S（重住綾、阿部ぽてと、綿屋十目治、竹本洋平、真山奈緒）
- イエヤス - JOY
- DJサガラ - 山口智充

#### 友情出演
- フォーゼ軍 武将 - 高橋龍輝
- キバ軍 武将 - 加藤慶祐
- ノブナガ - 岩永洋昭
- ヒデヨシ - 木ノ本嶺浩
- チャチャ - 山本ひかる

### 声の出演
- ドラゴン - 大友龍三郎
- キマイラ - 西村知道
- 武神鎧武 - 小山力也
- ウツボカズラ怪人 - 吉野裕行
- ナレーション - 大塚芳忠
- 武神 - 高木達也、内田雄馬
- カーバンクル[35]、怪人[35] - 穴井勇輝[注釈 1]

### スーツアクター
- 仮面ライダー鎧武[7]、仮面ライダーウィザード[36][注釈 11] - 高岩成二
- 仮面ライダーバロン[7] - 永徳
- 仮面ライダー龍玄[7] - 佐藤太輔
- 仮面ライダー斬月[7]、仮面ライダービースト[7] - 渡辺淳
- 仮面ライダーグリドン[7]、仮面ライダーウィザード[7] - 岡田和也
- 武神鎧武[7]、オーガ[7] - 富永研司
- 白い魔法使い[7] - 藤田慧
- ウツボカズラ怪人[7] - 金子起也
- 坂本隆
- 藤井祐伍
- 喜多川2tom
- 渡辺実
- 蜂須賀祐一
- 清家利一
- 高橋光
- おぐらとしひろ
- 金田進一
- 内川仁朗
- 蔦宗正人
- 神前元
- 橋本恵子
- 村井亮
- 田中宏幸
- 井口尚哉
- 中田裕士
- 松本竜一
- 寺本翔悟
- 伊藤茂騎
- 北村海
- 松岡千尋
- 柏木佑太
- 小笠原竜哉
- 松村凌太郎[注釈 12]
- 磯野秀斗
- 榮男樹
- 松本拓巳
- 山本裕一
- 及川雄也
- 東慶介
- 浦家賢士
- 湯浅雅恭
- 勝呂学
- 田中領
- 小田原徹
- 白井雅士
- 久保翔
- 内山大輔
- 上野晃一
- 高橋すみれ
- 石橋悠輔
- 谷口洋行
- 原隆太
- 相馬絢也
- 山田和昌
- 辻将太
- 下川真矢
- 安永晃
- 古屋貴士
- 古山和輝
- 岩上弘数
- 横沢淳
- 草野伸介
- 関谷健利
- 森博嗣
- 松本直也
- 前川孟論[注釈 13]
- 矢部敬三

## スタッフ
監督は『鎧武/ガイム』のパイロットを手がけた田﨑竜太が務めた。田﨑が「MOVIE大戦シリーズ」を手がけるのは『仮面ライダー×仮面ライダー オーズ&ダブル feat.スカル MOVIE大戦CORE』以来3年ぶりである。『鎧武/ガイム』編では田﨑が監督した『忍たま乱太郎 夏休み宿題大作戦!の段』や『科捜研の女』を手がけた東映京都撮影所のスタッフも参加しており、天守閣のセットも京都で組まれている。
『鎧武/ガイム』編の脚本を担当した毛利亘宏は、本作品の後に『鎧武/ガイム』テレビシリーズにも参加している。毛利は戦国時代が得意分野であると自負しており、本作品は趣味全開であったと述べている。
- 原作 - 石ノ森章太郎
- 脚本 - 毛利亘宏（『鎧武/ガイム』）、香村純子（『ウィザード』）
- 音楽 - 山下康介、中川幸太郎
- 製作 - 鈴木武幸（東映）、平城隆司（テレビ朝日）、日達長夫（東映ビデオ）、和田修治（アサツー ディ・ケイ）、木下直哉（木下グループ）、古澤圭亮（バンダイ）
- 企画 - 有川俊（東映）、林雄一郎（テレビ朝日）、加藤和夫（東映ビデオ）、波多野淳一（アサツー ディ・ケイ）、服部聡（木下グループ）、石田忠也（バンダイ）
- 撮影 - 倉田幸治
- 照明 - 斗沢秀
- 美術 - 大嶋修一
- 録音 - 堀江二郎
- 編集 - 長田直樹
- 整音 - 曽我薫
- 助監督 - 山口恭平
- スクリプター - たかいわれいこ
- 制作担当 - 石井誠
- ラインプロデューサー - 富田幸弘
- Bカメラ - 宮崎悟郎
- XMAコーディネーター - 杉口秀樹
- カースタントコーディネーター - 西村信宏（タケシレーシング）
- ホースコーディネーター - 辻井啓伺（Gocoo）
- ダンス振付 - 足立夏海、掛札拓郎
- 絵コンテ - なかの★陽
- 監督助手 - 上堀内佳寿也、塩川純平、黒川孝男、永井大裕
- プロデュース補 - 望月卓・井元隆佑・石川啓・髙橋勇樹（東映）、菅野あゆみ（テレビ朝日）
- キャラクターデザイン - 田嶋秀樹（石森プロ）、小林大祐・田中宗二郎・阿部統（PLEX）
- クリーチャーデザイン - 篠原保、丸山浩
- 特殊撮影（特撮研究所）
  - 撮影 - すずきけいぞう、岡本純平、内田圭
  - 照明 - 安藤和也、関澤陽介
  - 美術 - 松浦芳、長谷川俊介、花谷充泰
  - 操演 - 中山亨、和田宏之、黒田政紀
  - 助監督 - 小串遼太郎
  - 機材協力 - ピクチャー・エレメント
- 製作協力 - 東映太秦映画村
- 製作プロダクション - 東映テレビ・プロダクション
- スーパーバイザー - 小野寺章（石森プロ）
- エグゼクティブプロデューサー - 佐々木基（テレビ朝日）
- プロデュース - 武部直美・宇都宮孝明（東映）
- アクション監督 - 石垣広文（ジャパンアクションエンタープライズ）
- 特撮監督 - 佛田洋
- 「鎧武&ウィザード」製作委員会（東映、テレビ朝日、東映ビデオ、アサツー ディ・ケイ、木下グループ、バンダイ）
- 監督 - 田﨑竜太
- 配給 - 東映[注釈 1]

## 主題歌
「TEPPEN STAR」
作詞 - 藤林聖子 / 作曲 - JIN、junchi、鳴瀬シュウヘイ / 編曲 - JIN / 歌 - hitomi

## 映像ソフト化
2014年5月9日発売。Blu-ray / DVDでリリース。
- 仮面ライダー×仮面ライダー 鎧武&ウィザード 天下分け目の戦国MOVIE大合戦 通常版（1枚組）
  - 映像特典
    - TRAILER
    - 作品紹介
- 仮面ライダー×仮面ライダー 鎧武&ウィザード 天下分け目の戦国MOVIE大合戦 コレクターズパック（2枚組）
  - ディスク1：本編ディスク（通常版と同様）
  - ディスク2：特典ディスク（Blu-ray版はBlu-ray、DVD版はDVDで収録）
    - メイキング
    - 出陣式
    - 完成披露上映会舞台挨拶
    - 公開初日舞台挨拶
    - TV SPOT
    - DATA FILE
    - POSTER GALLERY

  - 初回限定特典
    - 特製スリーブケース

## 評価
新宿バルト9他全国284スクリーンで公開され、2013年12月14・15日の初日2日間で興収2億2,351万7,750円・動員19万6,252人を記録し、映画観客動員ランキング（興行通信社調べ）で初登場第3位を獲得した。

## 他媒体展開

### 他映画
『平成ライダー対昭和ライダー 仮面ライダー大戦 feat.スーパー戦隊』（2014年3月29日公開）
仮面ライダーシリーズとスーパー戦隊シリーズのクロスオーバー作品。乾巧 / 仮面ライダーファイズがかつての仲間を生き返らせることに苦悩した際、晴人が本作品で起きたコヨミとの出来事を語って止めようとする。
また、葵連が変身する仮面ライダーフィフティーンが、本作品で鎧武と斬月が変身したウィザードアームズとフォーゼアームズにアームズチェンジする。

### Vシネマ
『鎧武/ガイム外伝 仮面ライダーデューク』（2015年11月11日発売）
『仮面ライダー鎧武/ガイム』のオリジナルビデオ作品。劇中の登場人物、狗道供界 / 仮面ライダーセイヴァーが、本作品に登場するブラッドオレンジロックシードを所持している。

### 小説
『小説 仮面ライダー鎧武』
『仮面ライダー鎧武/ガイム』の完結編にあたる小説作品。上記のVシネマに登場する狗道供界がブラッドオレンジロックシードを手にした経緯が明らかになる他、ウツボカズラ怪人も登場する。
『S.I.C. HERO SAGA KAMEN RIDER WIZARD EDITION -魔法使いの弟子-』
本作品の後日譚にあたるジオラマ小説。本作品からは、仮面ライダーウィザード インフィニティードラゴンゴールドが登場する。